# أحلام كبيرة (مسلسل)
أحلام كبيرة هو مسلسل سوري من إخراج حاتم علي، وتأليف أمل حنا، وبطولة بسام كوسا، سمر سامي، باسل خياط، رامي حنا، قصي خولي. وتم إنتاجه وعرضه في عام 2004. يعرض المسلسل قصة عائلة سورية بسيطة، يختلف الأخوة فيما بينهم في نظرتهم للحياة ولكن يلتقون في مصائرهم وتتشابك حياتهم لتطرح أسئلة اجتماعية وحياتية.

## قصة العمل
يطرح أحلام كبيرة في 29 حلقة عدداً من الأفكار عن الحب والأحلام والطموح وعن العلاقات المادية والمعنوية في العائلة. يروي المسلسل قصة عائلة الحلبي المكونة من أبو عمر (بسام كوسا)، وأم عمر (سمر سامي)، وأولادهم: عمر (باسل خياط)، حسن (رامي حنا)، سامي (قصي خولي)، رشيد (مكسيم خليل). يعمل الأب في التجارة مع أخيه أبو شريف (حسن عويتي)، والذي كتب والده كل الأملاك باسمه مما يؤدي لحدوث مشاكل بين الأخوين تنتهي بإصابة سالم (أبو عمر) بجلطة دماغية تقعده عن العمل، مما يدفع عمر الابن الأكبر المتفوق دراسياً للتخلي عن طموحه بالسفر إلى الولايات المتحدة - لدراسة الفيزياء الحديثة - ليدرس الحقوق، ويعمل بالتجارة مع أبو وفيق (صبحي الرفاعي) صديق أبو عمر ليعيل عائلته ثم يفتح مكتباً للمحاماة ويتعرف على الصحفية وفاء (نورمان أسعد)، التي يقع في حبها ويتزوجها رغم أنها مصابة بقصور في القلب مما يمنعها من الإنجاب. أما حسن الابن الثاني فهو شاب ثري جمع ثروته بطرق غير مشروعة يملك شركة سياحية، يوقعه طموحه في عدة مشاكل مع أصحاب الشركات السياحية. سامي الابن الثالث ممثل ومثقف يتزوج سلمى (ندين تحسين بك) التي عادت من الولايات المتحدة خصيصاً لكي تتزوج سامي الذي وعدها بالزواج - عندما بقيت عندهم حين مات والديها وهي صغيرة لعدة أشهر حتى أخذها عمها إلى أمريكا - ولكن شك سامي وغيرة زميلته أدى إلى حدوث مشاكل عديدة بينهما تنتهي بالطلاق، رشيد الابن الأصغر يدرس في الجامعة ويعمل في شركة حسن السياحية ويحب زميلته هيفاء (نسرين طافش).
رغم تسارع أحداث المسلسل بشكل كبير لكن حبكة القصة لم تفلت من يد الكاتبة أمل حنا التي أبدعت في صياغتها لحوار المسلسل وساعدها في ذلك إبداع الممثلين في أداء شخصياتهم.
أكمل هذا العمل الإبداعي تفرده بطريقة تصويره الجديدة واللقطات السريعة المأخوذة من أرض الواقع التي أعطت رونقاً جميلاً للمسلسل بطريقة لم نشهدها سابقاً. وكان لموسيقى طاهر مامللي دوراً كبيراً في كمال المسلسل وبخاصة أغنية الشارة التي بدت كأنها ترتيله روحية من كلمات الشاعر السوري نزيه أبوعفش وبصوت الفنانة السوريّة نورا رحال.

## طاقم العمل

### بطولة
- بسام كوسا - أبو عمر.
- سمر سامي - أم عمر.
- باسل خياط - عمر.
- سلاف فواخرجي- منى.
- قصي خولي - سامي.
- رامي حنا - حسن.
- مكسيم خليل - رشيد.
- نسرين طافش - هيفاء.
- نورمان أسعد - وفاء.
- ندين تحسين بك - سلمى.
- حسن عويتي - أبو شريف.
- فاتن شاهين - أم شريف.
- سليم كلاس - رامز الحلبوني.
- سليم صبري - القاضي.
- صبحي الرفاعي- أبو وفيق.
- وفاء موصللي- أم وفيق.
- غسان عزب.
- رنا جمول- سعاد.
- خالد القيش.
- بسام لطفي.
- أنطوانيت نجيب.
- جلال شموط.
- انجيلا زهرة - جوليا.
- عبد الهادي صباغ.[3]

### الفريق الفني
- إخراج: حاتم علي.
- تأليف: أمل حنا.

- مدير التصوير والإضاءة: م. أحمد إبراهيم أحمد.
- التصوير: سامر الزيات.
- مشرف الصوت: محمد علي.
- المونتاج: عصام صيداوي.
- مدير الإنتاج: الهادي قرنيط.
- الموسيقى التصويرية: طاهر مامللي.
- غناء الشارة: نورا رحال.
- شعر الشارة: نزيه أبو عفش.
- مكياج: بشرى حاجو.
- مساعد مخرج: علي محي الدين علي.
- مخرج منفذ: المثنى صبح.[3]

### إنتاج
سوريا الدولية للإنتاج الفني